# Grand Hôtel, Stockholm
Grand Hôtel är ett femstjärnigt lyxhotell beläget på Blasieholmen i centrala Stockholm, grundat 1874.
Hotellet disponerar flera angränsande fastigheter och har 300 rum, varav 70 sviter och 9 signatursviter, 24 konferens- och festvåningslokaler, 6 restauranger varav två drivs av den välkände kocken Mathias Dahlgren. Hotellet har även en spa-avdelning Nordic Spa & Fitness. 
Hotellet är Kunglig hovleverantör och det enda svenska medlemshotellet i "The Leading Hotels of the World" och ägs via The Grand Group av FAM AB.

## Historik

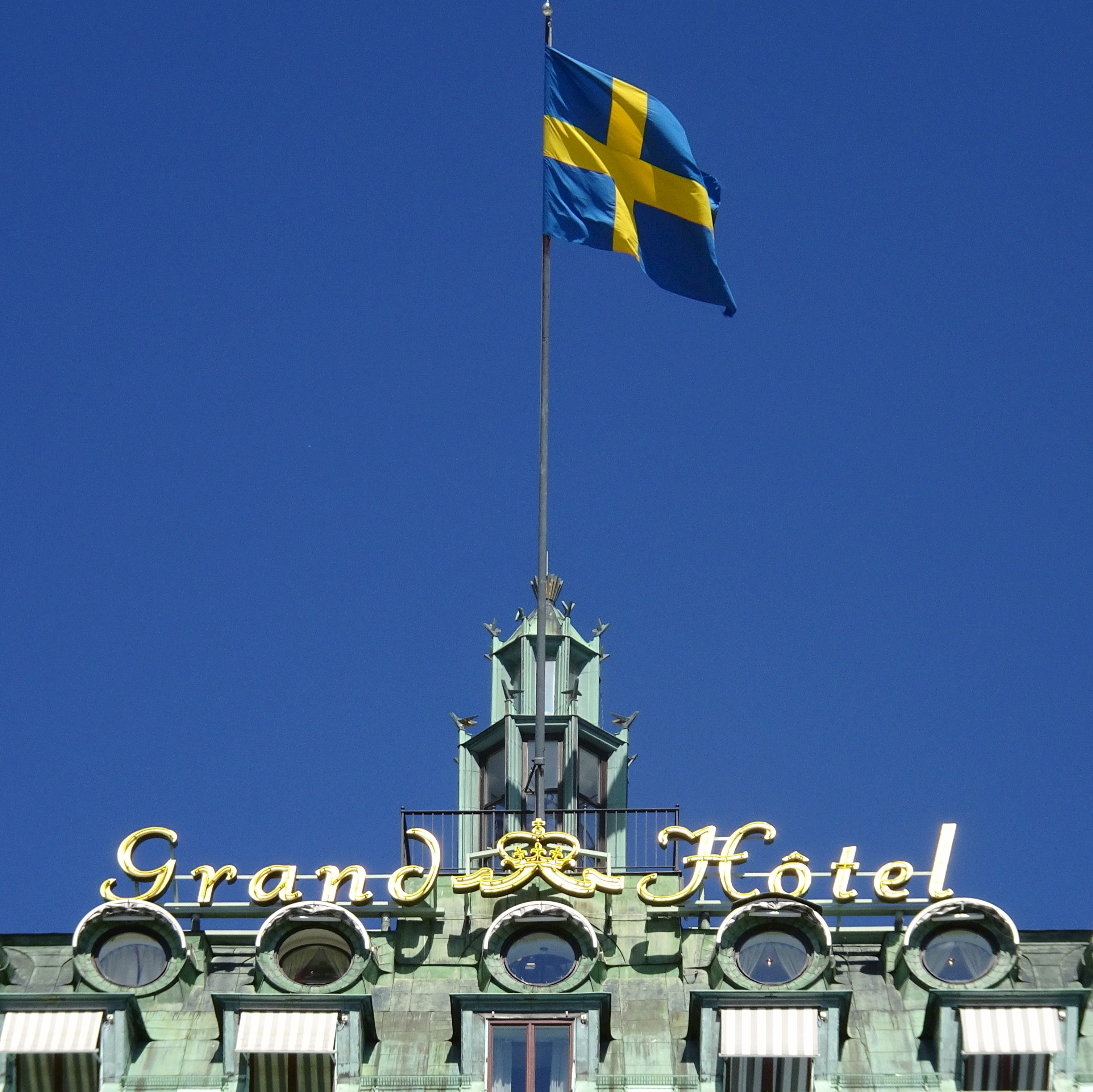
"Grand Hôtel".

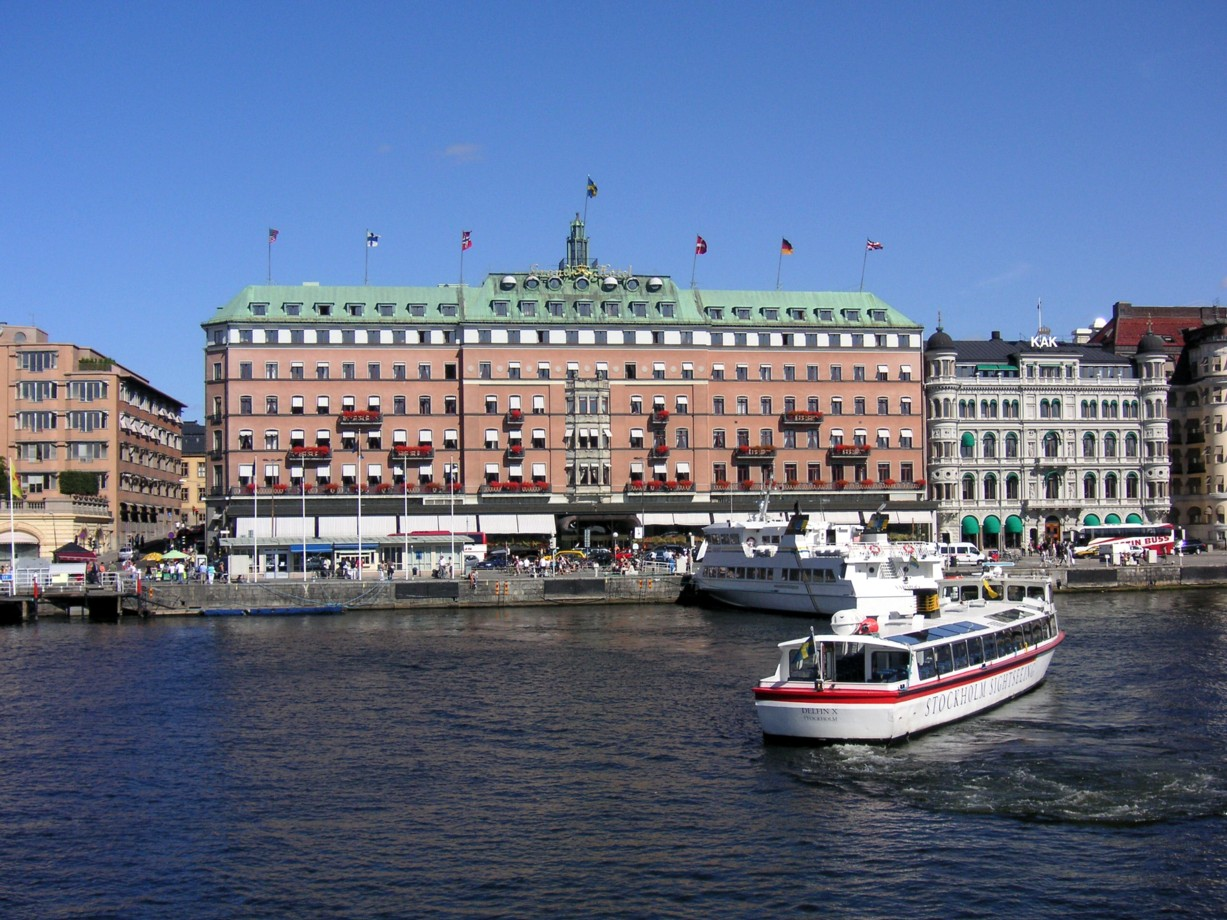
Grand Hôtels huvudbyggnad 2007 med grönt tak samt tillhörande byggnader Bolinderska palatset och Burmanska palatset till höger.

Efter Stockholmsutställningen 1866 då Stockholm och Sverige blev allmänt känt i övriga Europa insåg man att Stockholm hade för dålig hotellkapacitet för att möta den ökade tillströmningen av internationella gäster och ett riktigt storhotell av högsta klass saknades. Fransmannen Jean-François Régis Cadier som hade anlänt till Stockholm 1852 blev den som fick uppdraget att fundera på ett nytt exklusivt storhotell i Stockholm. Som arkitekt valde han Axel Kumlien. De första ritningarna var klara i februari 1872. Byggarbetena utfördes av byggmästaren Hans Jacob Hallström och påbörjades i mars 1872. På försommaren 1874 kunde hotellet ta emot de första gästerna.
1889 förvärvades det närliggande Bolinderska palatset som införlivades med hotellet. 1899 påbyggdes hotellet och fick en ny fasad gestaltad av Ludvig Peterson och Ture Stenberg. I samband därmed hade Aktiebolaget Nya Grand Hotel bildats, med ändamål: "att i egendomarne nr 16—18 i kvarteret Blasieholmen; Stockholm, drifva hotell- och annan därtill hänförlig rörelse." Bolagsordning antogs den 10 januari och 7 februari 1898. Aktiekapitalet uppgick 1901 till 1 339 000 kronor. År 1909 tillkom Grand Hôtel Royal med Vinterträdgården, byggt som ett annex till det ursprungliga hotellet under Wilhelmina Skoghs ledning. 1926 genomfördes en om ombyggnad och modernisering där byggnaden fick en fasad utformad av arkitekten Ivar Tengbom.
Efter andra världskriget, då resandeströmmen till Sverige tog fart på allvar, fattade Marcus Wallenberg intresse för hotellbranschen. Han började med att köpa 50% av aktiestocken i Carlton Hotell. Hans nästa stora hotellinvestering blev Grand Hôtel då han den 1 januari 1968 via Carlton Hotell förvärvade hotellet. Nyheten blev en smärre sensation att det ”lilla” hotellet Carlton skulle gå in som ägare, med stor oro bland hotellets personal. Faran överblåstes dock när det framkom att det var Marcus Wallenberg som låg bakom det hela. Marcus Wallenberg blev vid övertagandet hotellets styrelseordförande. Idag ägs Grand Hôtel av Wallenbergstyrda FAM AB via The Grand Group. 2004 förvärvades det intilliggande Burmanska huset, som införlivades med hotellet och lanserades 2006 som Burmanska palatset. 
En omfattande renovering och ombyggnad av huvudbyggnadens fasad skedde 2017-2018 då byggnaden fick en ny fasad. I arbetet deltog bland annat Stockholms tidigare stadsarkitekt Per Kallstenius. Fasaden är inspirerad av husets tidigare fasader.

## Byggnader
Grand Hôtels verksamhet bedrivs i fyra olika angränsande byggnader på Blasieholmen:
- Grand Hôtel - huvudbyggnaden, uppförd 1874
- Bolinderska palatset, förvärvat 1889
- Grand Hôtel Royal, uppfört 1909
- Burmanska palatset, förvärvat 2004

## Historiska bilder

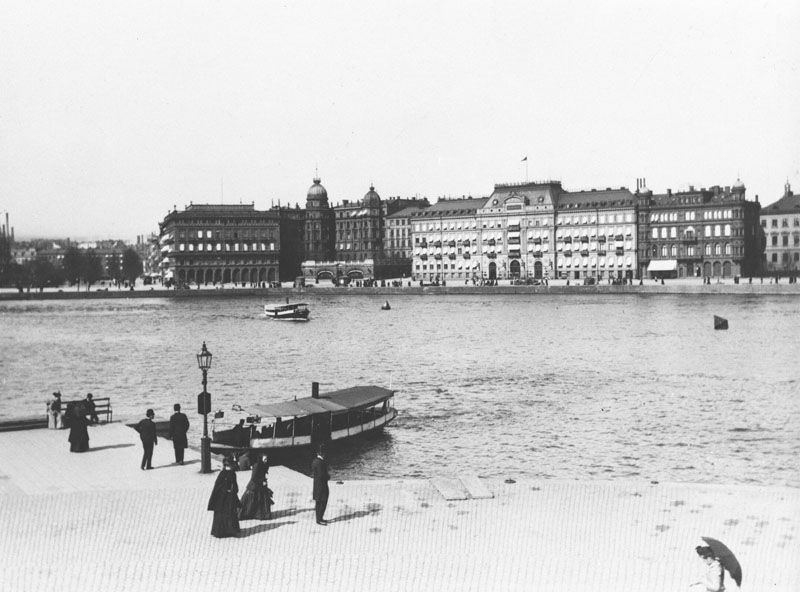
Grand Hôtel 1893 sett från Skeppsbron.
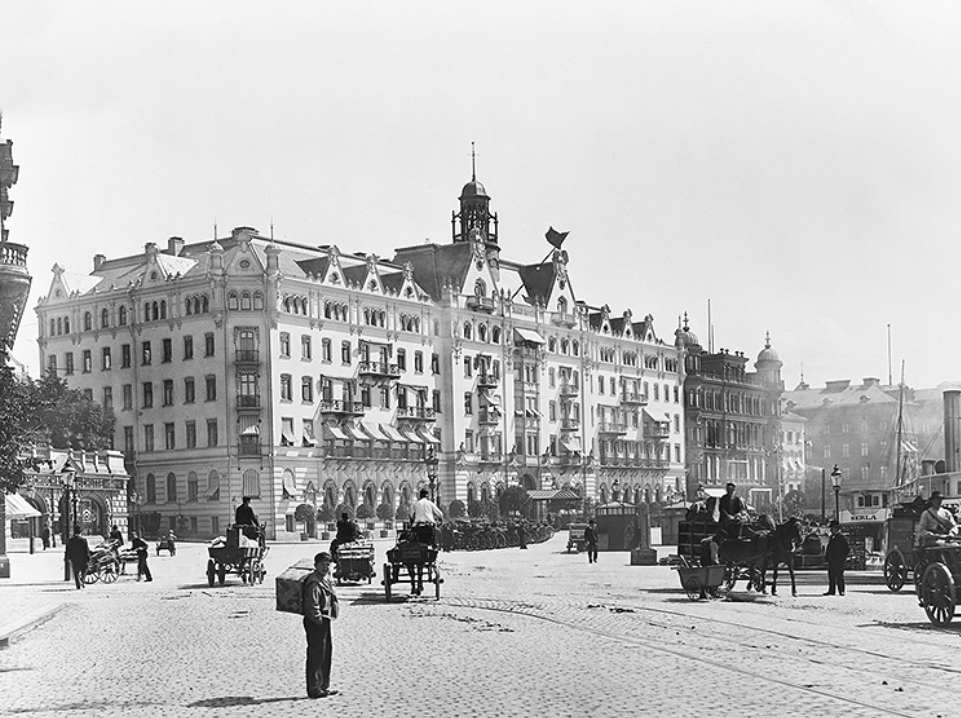
Grand Hôtel på Blasieholmen, 1901.
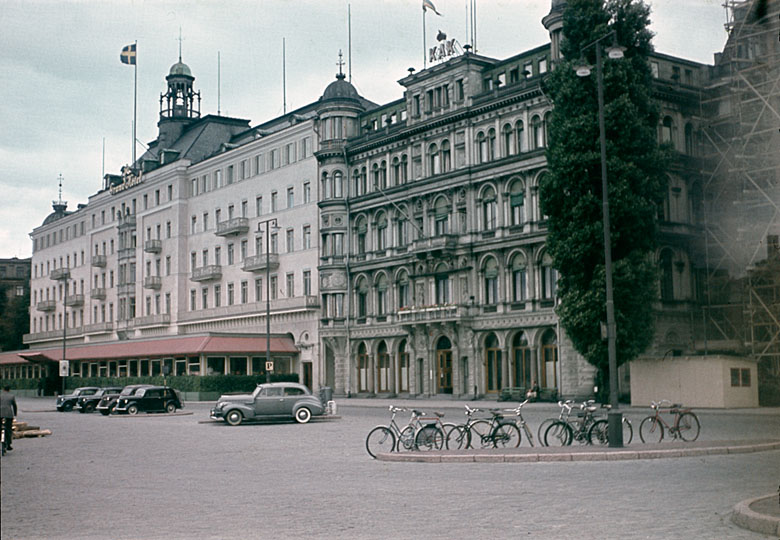
Grand Hôtel, 1945.
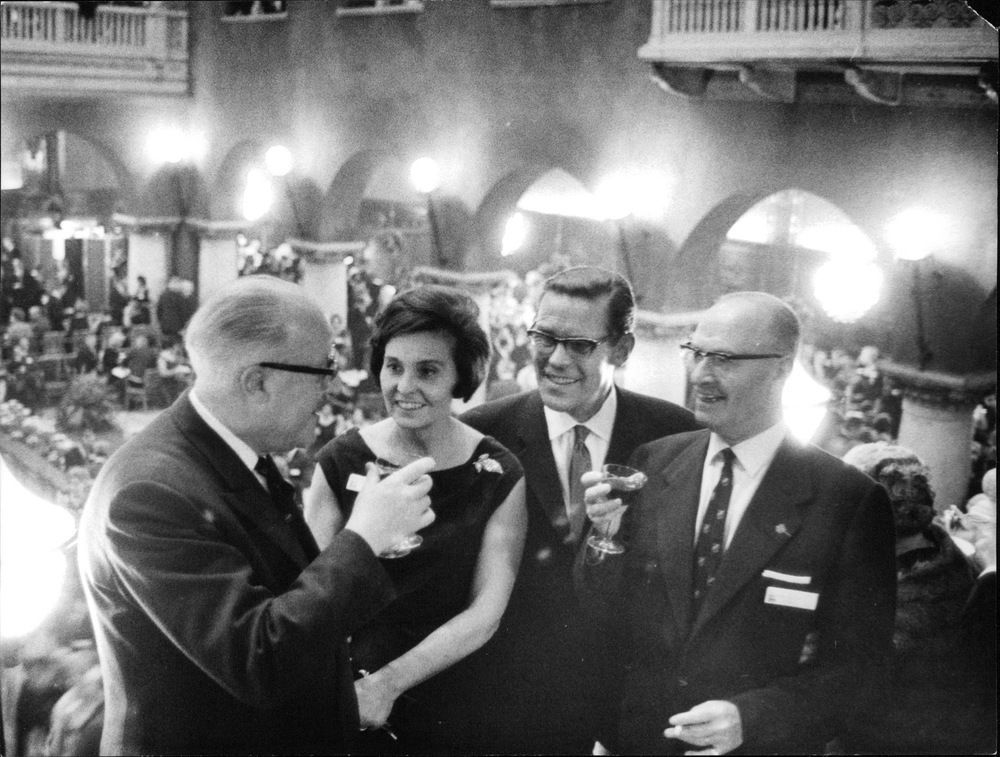
En skål för Skålklubben utbringas, 1964.